# Bartolomé José Gallardo
 (juin 2025).
Bartolomé José Gallardo y Blanco, né à Campanario le 13 août 1776 et mort à Alcoy le 14 septembre 1852, est un bibliographe, érudit et écrivain espagnol.
Bibliothécaire officiel des Cortes de Cadix et plus tard du Congrès des députés d'Espagne, il est connu pour son Diccionario crítico-burlesco (« Dictionnaire critico-burlesque ») de 1811, œuvre satirique majeure de l'anticléricalisme espagnol du début du XIXe siècle.